# Säg det på finska
Säg det på finska (finska: Sano se suomeksi) är en finländsk film från 1931, regisserad av Yrjö Norta. Filmen var Finlands första fulländade ljudfilm.
Säg det på finska var Lahyn-Filmis andra långfilm. Filmen innehåller flera sång-, musik- och dansföreställningar med bland andra Ture Ara, Georg Malmstén, Markus Rautio och orkestern Zamba. Huvuddelen av filmen har idag gått förlorad; det enda som finns bevarat är en scen, där Ture Ara framför folksången Tuoll' on mun kultani.

## Medverkande (urval)[2]
Samtliga medverkande föreställde sig själva
- Ture Ara
- Paavo Nurmi
- Zamba-orkestern
- Georg Malmstén
- Emmi Jurkka
- Eino Jurkka
- Martti Jukola
- Edvin Laine
- Ritva Aro
- Hemmo Airamo
- Arvo Ahti
- Markus Rautio